# Mirditë
Mirditë est une municipalité de l’Albanie située dans la préfecture de Lezhë et abrite une population de 22 103 habitants en 2011.
Son chef-lieu est Rrëshen. Mirditë est l'une des 36 municipalités d´Albanie.

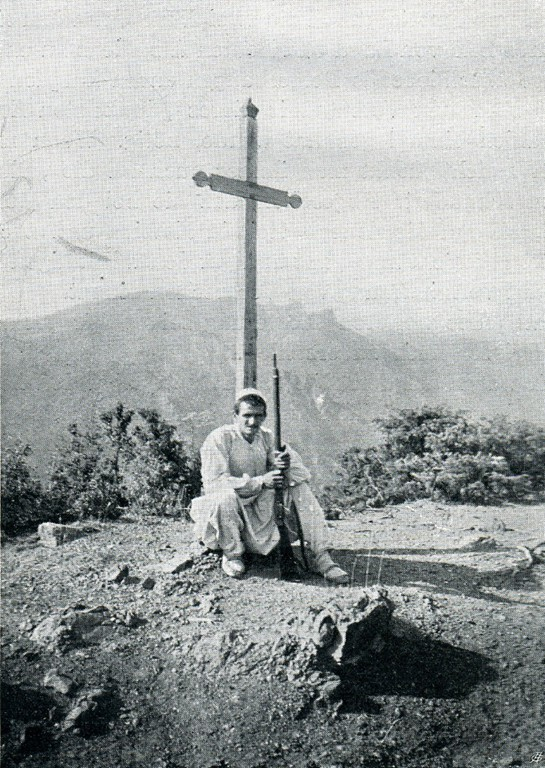
Mirditë, 1912.
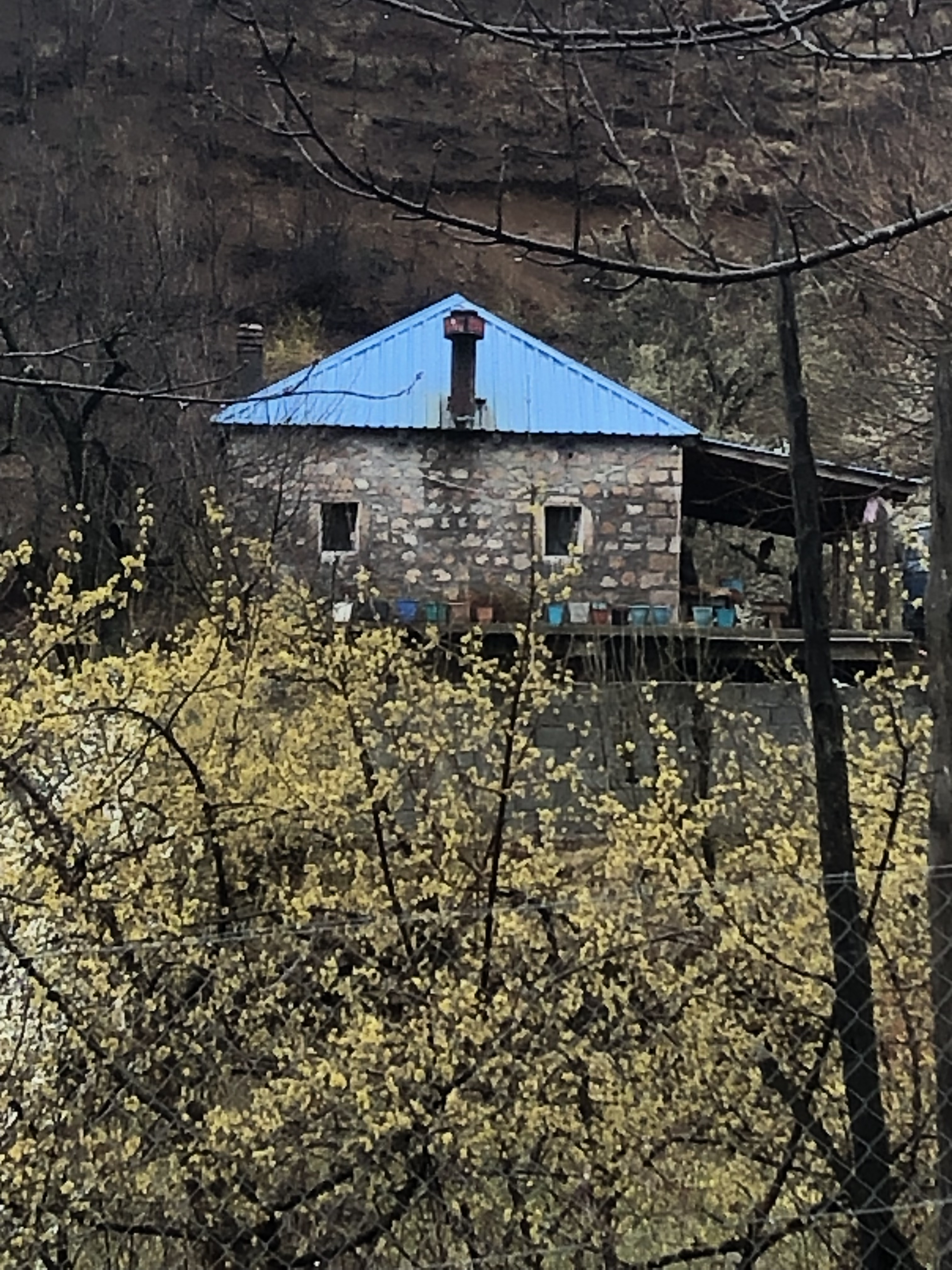
Maison traditionnelle en pierre dans la commune de Fan.